# Physella microstriata
Physella microstriata är en snäckart som först beskrevs av Chamberlin och E. G. Berry 1930.  Physella microstriata ingår i släktet Physella och familjen blåssnäckor. IUCN kategoriserar arten globalt som utdöd. Inga underarter finns listade i Catalogue of Life.